# Dasun Shanaka
Dasun Shanaka (nacido el 9 de septiembre de 1991) es un jugador de críquet de Sri Lanka y actual capitán de One Day International del equipo de cricket de Sri Lanka. En 2019, fue capitán del equipo Twenty20 International (T20I) contra Pakistán, con Sri Lanka blanqueando a Pakistán 3-0 en la serie bajo su liderazgo. En julio de 2021, Shanaka también fue nombrado capitán del equipo One Day International (ODI) de Sri Lanka para su serie contra India. En febrero de 2021, antes de su gira por las Indias Occidentales, Shanaka fue nombrado formalmente capitán del T20I de Sri Lanka, en sustitución de Lasith Malinga. En julio de 2021, Shanaka también fue nombrado capitán del equipo One Day International (ODI) de Sri Lanka para su serie contra India.

## Carrera
Shanaka fue nombrada en el equipo Twenty20 International (T20I) de Sri Lanka para su serie contra Pakistán en julio de 2015. Hizo su debut en el T20I el 1 de agosto de 2015 como la 58.ª gorra del T20I para Sri Lanka. Hizo su debut de prueba con Sri Lanka el 19 de mayo de 2016 contra Inglaterra en la misma gira. Fue el jugador 134 de prueba de Sri Lanka.  Tomó su primer terreno de prueba despidiendo al capitán de Inglaterra Alastair Cook. Aunque tomó 3 de 46 carreras, solo anotó 4 carreras en ambas entradas, y Sri Lanka perdió el partido por una entrada y 88 carreras.
Hizo su debut en One Day International (ODI) contra Irlanda el 16 de junio de 2016. Shanaka anotó 42 carreras de 19 bolas. Bolos, tomó cinco terrenos para 42 carreras.  Se convirtió en el duodécimo jugador, y el tercero de Sri Lanka, en tomar cinco terrenos al debutar en un ODI. Después de los dos partidos contra Irlanda, fue nombrado jugador de la serie.